# Distanilinus
Genre
Distanilinus est un genre fossile d'araignées aranéomorphes de la famille des Salticidae.

## Distribution
Les espèces de ce genre ont été découvertes dans de l'ambre de la mer Baltique. Elles datent du Paléogène.

## Liste des espèces
Selon The World Spider Catalog 17.5 :
- †Distanilinus filum Wunderlich, 2004 ;
- †Distanilinus nutus Wunderlich, 2004 ;
- †Distanilinus paranutus Wunderlich, 2004 ;
- †Distanilinus pernutus Wunderlich, 2004.

## Publication originale
- Wunderlich, 2004 : Fossil jumping spiders (Araneae: Salticidae) in Baltic and Domican amber, with remarks on Salticidae subfamilies. Beiträge zur Araneologie, vol. 3, p. 1761–1819.